# Heling
Heling is in een strafrechtelijke context het afnemen, voorhanden hebben, verkopen of verhandelen van hetgeen iemand anders door een misdrijf verkregen heeft. Meestal betreft dit gestolen goederen, maar ook andere misdrijven zijn mogelijk hoewel dit vaak al afzonderlijk strafbaar is gesteld. Vaak wil een dief het gestolen voorwerp niet zelf behouden. In dat geval zal hij of zij het aan een heler verkopen die het houdt of doorverkoopt. Door heling te bestrijden wil men ook en vooral de dieven treffen. De gedachte hierachter lijkt op die achter witwassen.
Heling kan ook bestaan in een burgerrechtelijke context, bijvoorbeeld bij het achterhouden van goederen ten aanzien van de andere echtgenoot of de mede-erfgenamen.

## Strafrechtelijke heling

### Witwassen
Sommige gestolen goederen verdwijnen in de markt en kunnen derhalve zonder veel bezwaar verkocht worden. Andere goederen zullen wel vrij snel opvallen (auto´s, steigerpalen, felgekleurde fietsen, kunst). Om deze reden vindt bij dit soort goederen ook een witwasproces plaats, met evenals bij financieel witwassen een plaatsings-, versluierings- en integratiefase. Men kan hier denken aan:
- Plaatsing. De onrechtmatige herkomst van de goederen wordt gecamoufleerd en ze worden in het economische systeem ingebracht.
  - De goederen overspuiten of eventuele markeringen wegvijlen.
  - Eigendoms- en registratiepapieren vervalsen.
  - De goederen slopen om de waardevolle onderdelen door te verkopen.
  - De goederen in of tot iets anders verwerken.
- Versluiering. De goederen worden doorverkocht en getransporteerd om hun oorsprong (nog verder) te verhullen.
  - De goederen meerdere keren doorverkopen aan handlangers of via onwetende katvangers of tussenhandelaren, bij voorkeur internationaal.
  - De goederen naar een ander land smokkelen of exporteren en daar verkopen.
- Integratie.
  - De goederen worden op legitieme wijze verkocht

### Nederland
Artikel 416 van het Wetboek van Strafrecht luidt:
- 1° Als schuldig aan opzetheling wordt gestraft met gevangenisstraf van ten hoogste vier jaren of geldboete van de vijfde categorie:
  - a. hij die een goed verwerft, voorhanden heeft of overdraagt, dan wel een persoonlijk recht op of een zakelijk recht ten aanzien van een goed vestigt of overdraagt, terwijl hij ten tijde van de verwerving of het voorhanden krijgen van het goed dan wel het vestigen van het recht wist dat het een door misdrijf verkregen goed betrof;
  - b. hij die opzettelijk uit winstbejag een door misdrijf verkregen goed voorhanden heeft of overdraagt, dan wel een persoonlijk recht op of zakelijk recht ten aanzien van een door misdrijf verkregen goed overdraagt.
- 2° Met dezelfde straf wordt gestraft hij die opzettelijk uit de opbrengst van enig door misdrijf verkregen goed voordeel trekt.

Artikel 417bis Sr luidt:
- 1. Als schuldig aan schuldheling wordt gestraft met gevangenisstraf van ten hoogste een jaar of geldboete van de vijfde categorie:
  - a. hij die een goed verwerft, voorhanden heeft of overdraagt, dan wel een persoonlijk recht op of zakelijk recht ten aanzien van een goed vestigt of overdraagt, terwijl hij ten tijde van de verwerving of het voorhanden krijgen van het goed dan wel het vestigen van het recht redelijkerwijs had moeten vermoeden dat het een door misdrijf verkregen goed betrof;
  - b. hij die uit winstbejag een goed voorhanden heeft of overdraagt dan wel een persoonlijk recht op of zakelijk recht ten aanzien van een goed overdraagt, terwijl hij redelijkerwijs moet vermoeden dat het een door misdrijf verkregen goed betreft.

- 2. Met dezelfde straf wordt gestraft hij die uit de opbrengst van enig goed voordeel trekt, terwijl hij redelijkerwijs moet vermoeden dat het een door misdrijf verkregen goed betreft.

Het kopen van gestolen goed is dus al strafbaar als de koper redelijkerwijs moet vermoeden dat het gestolen is, bijvoorbeeld als op straat of via eBay de prijs zeer laag is, bijvoorbeeld een bijna nieuwe fiets voor enkele tientallen euro. Een afgezaagd voorbeeld is ´de TV die uit de vrachtwagen gevallen is´.
Mensen die zich zo schuldig maken aan heling met informatie die via inbraak in computers is verkregen, zouden dan een gevangenisstraf van vier jaar kunnen krijgen.
Minister Hirsch Ballin heeft het plan ook heling van computergegevens strafbaar te stellen, bijvoorbeeld het publiceren van informatie die een ander heeft verkregen bij computervredebreuk.
Minister Hirsch Ballin van Justitie heeft op 28 juli 2010 een wetsvoorstel ingediend waardoor heling van computergegevens strafbaar wordt. Het overnemen van niet-openbare gegevens zonder toestemming uit een computer wordt strafbaar. Het verbod op afluisteren, aftappen en opnemen van vertrouwelijke gesprekken wordt uitgebreid. Officieren van Justitie krijgen bevoegdheid om strafbare informatie van het internet te laten verwijderen.

### België
De strafrechtelijke term heling werd door de wetgever niet gedefinieerd. De rechtspraak en -leer heeft de volgende omschrijving aanvaard: het bezitten of (bij)houden van zaken, verkregen door het plegen van een misdaad of wanbedrijf. Kortom, er moet sprake zijn van een inontvangstneming en de persoon moet op dat moment op de hoogte zijn dat de zaak voortkomt uit een misdrijf.
Heling is een wanbedrijf en wordt bestraft met een gevangenisstraf van vijftien dagen tot vijf jaar en/of een geldboete van 26 tot 100.000 euro. Essentieel bij heling is het bedrieglijk inzicht van de heler.
De persoon die zich schuldig maakt aan heling, duidt men aan als de heler. Eenvoudig gesteld is hij de persoon die bewust het gestolen goed koopt en niet de eigenlijke diefstal pleegt waardoor hij zich onderscheidt van de eigenlijke dief.
Voorbeelden van heling zijn:
- Het kopen van een gestolen gsm
- Rijden met een gestolen auto (als chauffeur, niet als passagier)
- Opslaan van gestolen goederen in een garage
- Bijhouden van een net gestolen portefeuille (bij zakkenrollerij)
- Het bezitten van kinderporno of het verstoppen van een lijk is geen heling. Deze feiten worden afzonderlijk bestraft.

| Wet(boek)    | Strafwetboek |
| Artikel      | 505-506 |
| Omschrijving | Met gevangenisstraf van vijftien dagen tot vijf jaar en met geldboete van zesentwintig [euro] tot honderdduizend [euro] of met een van die straffen alleen worden gestraft: - 1° het helen van weggenomen, verduisterde of door misdaad of wanbedrijf verkregen zaken - 2° het bezitten, bewaren of beheren van vermogensvoordelen uit misdrijf, "ofschoon men de oorsprong ervan kende of moest kennen" - 3° het omzetten of overdragen van deze vermogensvoordelen uit misdrijf, met de bedoeling de illegale herkomst ervan te verbergen of te verdoezelen, of met de bedoeling een mededader te helpen ontkomen - 4° het verhelen of verhullen van de aard, oorsprong, vindplaats vervreemding, verplaatsing of eigendom van vermogensvoordelen uit misdrijf, opnieuw "ofschoon men de oorsprong ervan kende of moest kennen". |

## Burgerrechtelijke heling

### België
In België bestaat de rechtsfiguur van de heling ook in het burgerlijk recht, en met name in het relatievermogensrecht en het erfrecht. In het kader van een boedelbeschrijving is de notaris verplicht om de partijen erop te wijzen dat de wet sancties uitvaardigt voor hen die zich schuldig maken aan heling (art. 1183 Ger.W.).

#### In het relatievermogensrecht
Een echtgenoot begaat heling als hij te kwader trouw informatie verzwijgt of valse verklaringen aflegt met betrekking tot de samenstelling of de omvang van de gemeenschap, de onverdeeldheden of de verrekenmassa (bij scheiding van goederen) als de betrokken echtgenoot hieruit voor zichzelf een voordeel tracht te verkrijgen, ten nadele van de andere echtgenoot (art. 2.3.15, eerste lid BW).
De echtgenoot die schuldig is aan heling, verliest zijn aandeel in de geheelde goederen of waarden. Bij echtgenoten gehuwd onder het stelsel van scheiding van goederen met een verrekenbeding kan de echtgenoot desgevallend ten belope van de geheelde goederen of waarden worden gesanctioneerd bij de berekening van de verrekenvordering (art. 2.3.15, tweede lid BW). Deze sanctie kan echter niet worden opgelegd aan de echtgenoot die spontaan en tijdig de juiste en volledige informatie verstrekt of zijn valse verklaringen rechtzet (art. 2.3.15, derde lid BW).

#### In het erfrecht
In het Belgische erfrecht begaat een erfgenaam of erfgerechtigde heling, als hij te kwader trouw informatie verzwijgt of valse verklaringen aflegt met betrekking tot de samenstelling of de omvang van de nalatenschap, als de betrokken erfgenaam hieruit voor zichzelf een voordeel tracht te verkrijgen, ten nadele van zijn mede-erfgenamen of van de schuldeisers van de nalatenschap (art. 4.48, eerste lid BW).
De erfgenaam of de erfgerechtigde die schuldig is aan heling, verliest de bevoegdheid om de nalatenschap te verwerpen. Ook al zou hij die willen verwerpen, toch blijft hij zuiver erfgenaam, zonder dat hij aanspraak maakt op enig aandeel in de geheelde goederen of waarden (art. 4.48, tweede lid BW). Net als bij de heling in het relatievermogensrecht kan deze sanctie niet worden ingeroepen tegen de erfgenaam of de erfgerechtigde die spontaan en tijdig de juiste en volledige informatie verstrekt of zijn valse verklaringen rechtzet (art. 4.48, derde lid BW).
Wordt de heling begaan door een erfgenaam die de nalatenschap heeft aanvaard onder voorrecht van boedelbeschrijving, dan verliest deze erfgenaam tevens dit voorrecht (art. 4.51 BW).

## Trivia
- Gezegde: "De heler is even slecht als de steler".
- Gezegde: "Zonder heler geen steler".